# Energiewesen
Energiewesen ist ein Über- und Sammelbegriff, der von Verbänden, Verlagen und Behörden für alle rechtlichen, politischen, technischen und wirtschaftlichen Themen rund um die Energiewirtschaft verwendet wird.
Zum Energiewesen zählen:
- die Energiewirtschaft mit den Bereichen Energiegewinnung, Energiespeicherung, Energietransport, Energiehandel und Energiedienstleistungen
- die Energietechnik mit den Fachgebieten Kraftwerkstechnik, elektrische Energietechnik, Energieverfahrenstechnik, Energiemaschinenbau, Kernenergietechnik und Regenerative Energietechnik
- die Energiepolitik, mit Energieberatung und ähnlichem
- das Energierecht
- die Energieforschung und -wissenschaften, als teils interdisziplinäre Fachgebiete der Physik, der technischen- und der Geowissenschaften